# Homalonychidae
Homalonychidae Simon, 1893 è una famiglia di ragni appartenente all'infraordine Araneomorphae.

## Etimologia
Il nome deriva dal greco ὀμαλός, omalòs, cioè uguale, uniforme, pari, liscio e νύχιος, nychios, cioè notturno, che agisce di notte, e il suffisso -idae che indica l'appartenenza ad una famiglia.

## Caratteristiche
Sono ragni che non costruiscono alcuna ragnatela e si trovano di frequente sotto le pietre o in agguato nella vegetazione.

## Comportamento
Le specie americane vivono nei deserti, dove si sono adattate molto bene, acquisendone il colore in modo da mimetizzarsi con le zampe distese semisommersi nella sabbia. Con le loro secrezioni, pur non costruendo tele, riescono a cementare nei loro pressi parte della sabbia in modo da avvertire per tempo l'avvicinarsi di una preda o di una minaccia.

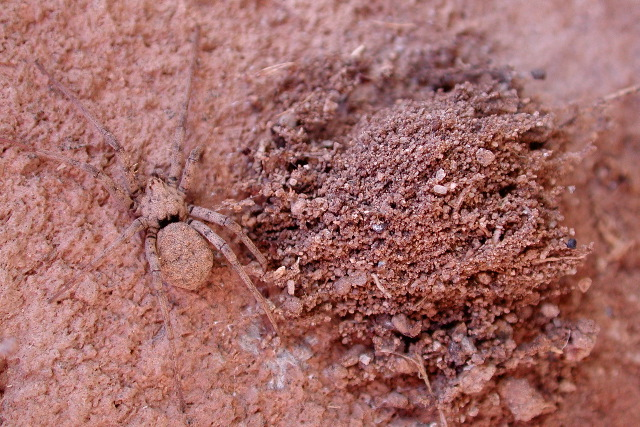
Homalonychus sp., con sacco ovigero

## Distribuzione
Le due specie americane dell'unico genere sono state trovate nella parte ovest del Colorado, (l'Homalonychus theologus), e nella Valle della Morte e nei pressi di Mercury, nel Nevada, (l'Homalonychus selenopoides). Una terza specie è diffusa nella parte orientale dell'India.

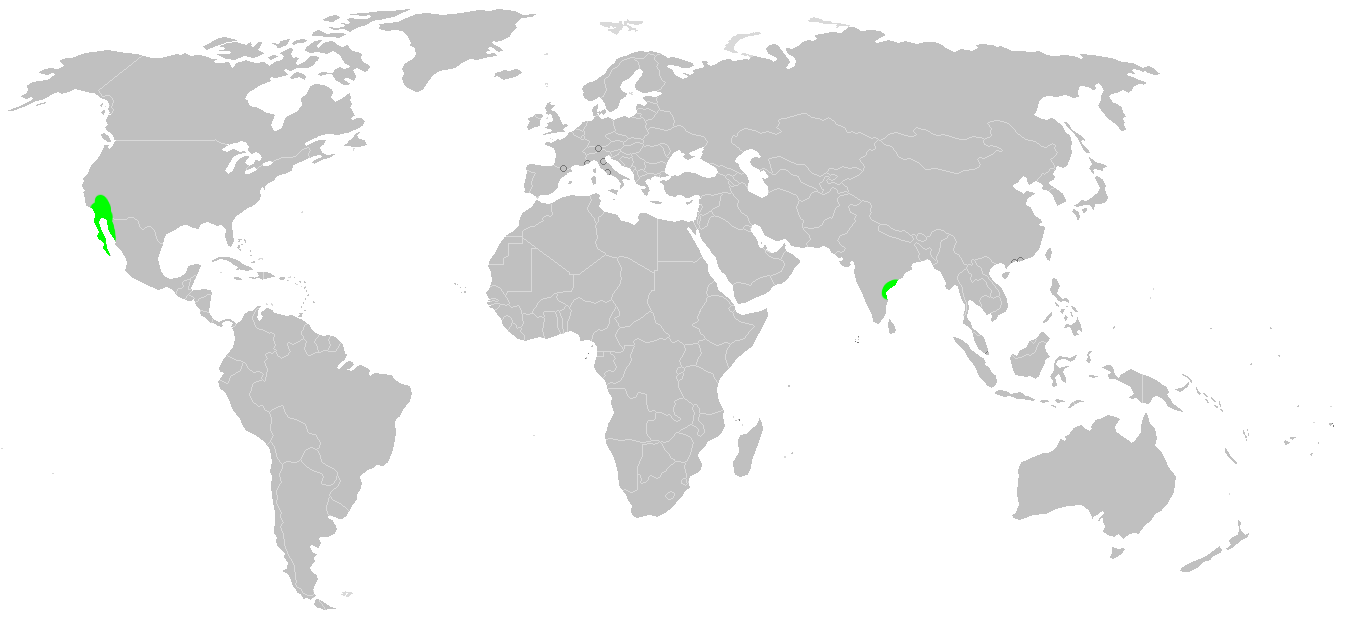
Homalonychidae - distribuzione

## Tassonomia
Dal 2004 considerata dall'aracnologo Jörg Wunderlich una sottofamiglia degli Zodariidae, per la maggioranza degli specialisti del settore ha le caratteristiche per rimanere una famiglia a sé stante.
Attualmente, a novembre 2020, si compone di un genere e tre specie:
- Homalonychus Marx, 1891 - USA meridionali, Messico